# Jahja Ballhysa
Jahja Ballhysa (4 de febrer de 1857 - 1930) va ser un polític albanès. Va ser un dels delegats de la Declaració d'Independència d'Albània el 1912 i alcalde de Durrës l'any 1926.
Jahja Ballhysa va ser un activista de la Renaixença Nacional Albanesa (en albanès: Rilindja Kombëtare). Després de completar els seus estudis al Collegio di Sant'Adriano al poble arbëresh de San Demetrio Corone, a Calàbria, va tornar a Durrës, on es va unir als cercles patriòtics de la ciutat. Va participar en el Congrés Educatiu d’Elbasan l’any 1909. Després de superar la resistència dels Joves Turcs, va obrir a Durrës, el mateix any, un club anomenat Bashkimi ("La Unió"), del qual va ser elegit president. A casa seva i amb el seu suport econòmic, es va obrir la primera escola de llengua albanesa a Durrës.
Va participar en les revoltes albaneses de 1910, 1911 i 1912. Va donar un suport valuós a les revoltes, especialment en l’àmbit del periodisme, fent una crida al poble perquè donés suport a la Revolta Albanesa de 1911. Va representar la província de Durrës a l’Assemblea de Vlora el 28 de novembre de 1912, en què Albània va declarar la seva independència. Jahja Ballhysa va signar en nom de l’elit de la ciutat de Durrës la petició que totes les elits de les ciutats albaneses van adreçar al president dels Estats Units, Woodrow Wilson, el 12 de juliol de 1918, per demanar la seva intervenció a la Conferència de Pau de París de 1919 per rectificar la injustícia del Tractat de Londres (1913) sobre els territoris albanesos.
Durant els anys 1922-1923, Jahja Ballhysa va liderar les forces progressistes de la ciutat de Durrës i va ser elegit alcalde per l’oposició. Va participar en la Revolta de març de 1922, raó per la qual va ser arrestat i condemnat a presó dura pel govern d’Ahmet Zogu. Va donar suport a Fan Noli en la Revolució de juny de 1924. Jahja Ballhysa va morir a Durrës.